# Кан Чхиль Гу
Кан Чхиль Гу (кор. 강칠구; 8 августа 1984 года, Муджу, Республика Корея) — южнокорейский прыгун с трамплина, участник трёх зимних Олимпийских игр, чемпион Азиатских игр.

## Спортивная биография
Заниматься прыжками с трамплина Кан Чхиль Гу начал в 10 лет в городе Муджу.
В Кубке мира в Кан Чхиль Гу дебютировал 21 декабря 2001 года на этапе в итальянском городе Предаццо. Лучшим результатом в индивидуальных соревнованиях является 29-е место. Лучшим результатом Кана в итоговом общем зачёте Кубка мира является 77-е место в сезоне 2003/2004.
На зимних Олимпийских играх Кан дебютировал в 2002 году в Солт-Лейк-Сити. Южнокорейский прыгун стартовал в трёх дисциплинах: нормальный трамплин — 46-е место, большой трамплин — 47-е место, командные соревнования — 8-е место.
На зимних Олимпийских играх 2006 года в Турине кореец вновь принял участие во всех трёх дисциплинах: Кан стал 13-м в команде, 45-м на большом трамплине и 44-м на нормальном трамплине.
В 2014 году Кан выступил на своих третьих зимних Олимпийских играх в Сочи. В прыжках с нормального трамплина Кан не смог преодолеть квалификацию, заняв 42-е место. В прыжках с большого трамплина Кан Чхиль Гу вновь не смог преодолеть квалификационный раунд, показав 45-й результат. В командных соревнованиях сборная Южной Кореи заняла предпоследнее 11-е место, а сам Кан показал худший результат в своей команде.
Использует лыжи производства фирмы Elan.

### Кубок мира

#### Результаты в Кубке мира
| 2013/14 Итоги | 2013/14 Итоги | Германия | Германия | Финляндия | Финляндия | Норвегия | Норвегия | Норвегия | Германия | Германия | Швейцария | Швейцария | Германия | Германия | Австрия | Австрия | Австрия | Австрия | Польша | Польша | Польша | Япония | Япония | Германия | Германия | Швеция | Финляндия | Финляндия | Финляндия | Финляндия | Норвегия | Норвегия | Словения | Словения | Словения |
| Очков         | Место         | Ком      | Инд      | Инд       | Инд       | См       | Инд      | Инд      | Инд      | Инд      | Инд       | Инд       | Т4Т      | Т4Т      | Т4Т     | Т4Т     | Пол     | Пол     | Инд    | Ком    | Инд    | Инд    | Инд    | Инд      | Инд      | Инд    | Инд       | Инд       | Инд       | Инд       | Инд      | Инд      | Инд      | Ком      | Инд      |
| 0             | —             | 13       | Q        | —         | ×         | —        | —        | —        | —        | —        | Q         | Q         | —        | —        | Q       | Q       | —       | —       | —      | —      | —      | —      | —      | —        | —        | —      | —         | —         | —         | —         | —        | —        | —        | —        | —        |

| 2012/13 Итоги | 2012/13 Итоги | Норвегия | Норвегия | Норвегия | Финляндия | Финляндия | Россия | Россия | Швейцария | Швейцария | Германия | Германия | Австрия | Австрия | Польша | Польша | Польша | Япония | Япония | Норвегия | Норвегия | Чехия | Чехия | Германия | Германия | Германия | Германия | Германия | Финляндия | Финляндия | Финляндия | Норвегия | Норвегия | Словения | Словения | Словения |
| Очков         | Место         | См       | Инд      | Инд      | Ком       | Инд       | Инд    | Инд    | Инд       | Инд       | Т4Т      | Т4Т      | Т4Т     | Т4Т     | Инд    | Ком    | Инд    | Инд    | Инд    | Пол      | Пол      | Пол   | Пол   | Ком      | Пол      | Инд      | Пол      | Ком Пол  | Ком       | Инд       | Инд       | Инд      | Инд      | Пол      | Ком Пол  | Пол      |
| 0             | —             | —        | —        | —        | —         | —         | —      | —      | —         | —         | Q        | Q        | —       | —       | —      | —      | —      | 49     | 52     | —        | —        | —     | —     | 12       | ×        | Q        | Q        | —        | —         | Q         | Q         | Q        | Q        | Q        | —        | Q        |

## Личная жизнь
- Женат, есть один ребёнок.
- Окончил Корейский национальный спортивный университет в Сеуле.